# Vita skeppet

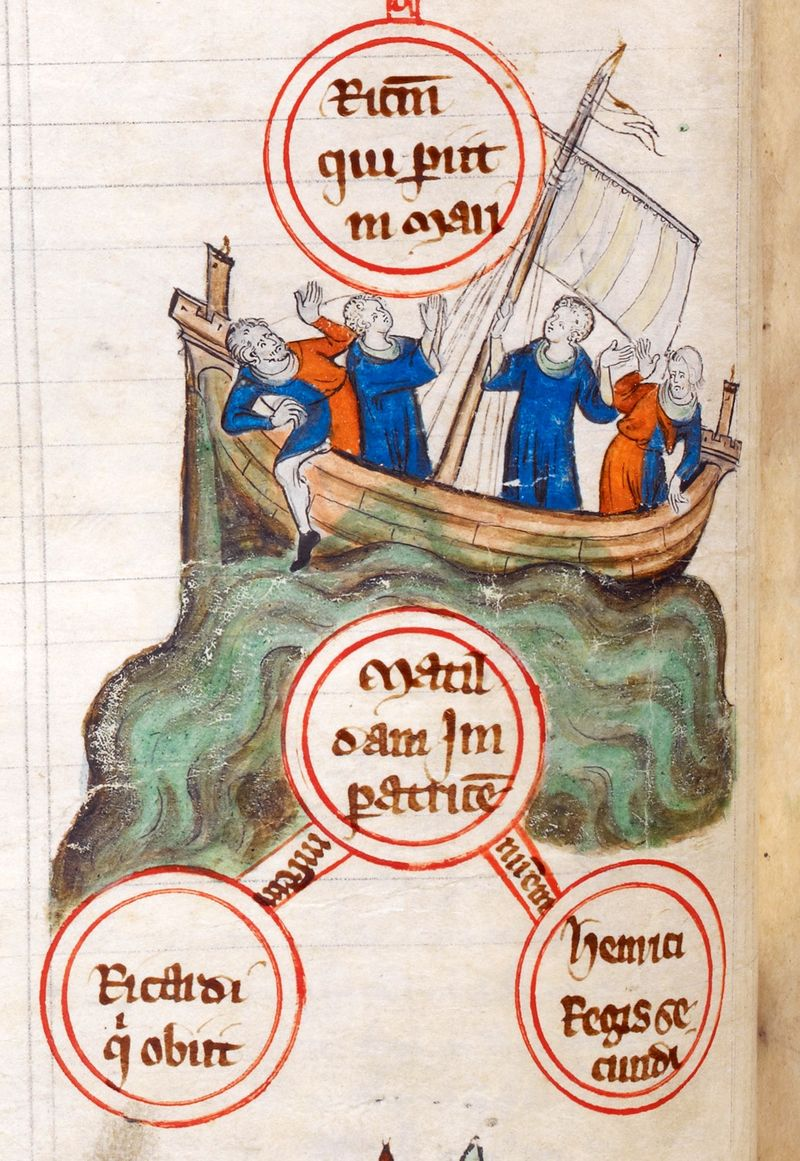
Vita skeppet sjunker i Engelska kanalen.

Vita skeppet var ett fartyg som sjönk i Engelska kanalen nära Normandies kust, utanför Barfleur, 25 november 1120. Bland de drunknade fanns William Adelin, kung Henrik I av Englands ende legitime son. Endast en sjöman överlevde. 
William av Malmesbury skrev: '"Här omkom med William även Richard, en annan av kung Henriks söner född innan trontillträdet, son till en kvinna utan rang, en modig och lydig yngling, som fadern höll kär, Richard d'Avranches, 2nd Earl of Chester, och hans bror Otheur; Geoffrey Ridel; Walter of Everci; Geoffrey, ärkedekan av Hereford; Matilda grevinna av Perche -kungen dotter, the Countess of Chester; kungen niece Lucia av Blois och många andra..."
Orsaken till förlisningen är oklar. Olika historier florerar om ett dryckeslag bland besättning och passagerare och att präster inte fick komma ombord för att välsigna skeppet så som var brukligt. Kanalen har dock ofta visat sig vara farligt vatten. 
Stefan av Blois, kungens systerson, sägs ha klivit av skeppet strax innan avfärden, något som kan tyckas ironiskt eftersom han, som direkt resultat av Williams död senare skulle bli en av tronprentendenterna i den period som kallas Anarkin och så småningom kung av England.